# Ультрафільтрація
Ультрафільтрація (англ. ultrafiltration) - 
- 1. Процес розділення речовин, завдяки якому з розчину вилучається розчинена речовина, розміри молекул якої значно більші за молекули розчинника (напр., макромолекул), завдяки тому, що гідравлічний тиск протискає тільки розчинник крізь відповідну мембрану, яка звичайно має розмір пор у межах 0.001 — 0.1 мкм.
- 2. У хімії води — метод очистки води, в якому використовуються молекулярні сита чи мембрани з достатньо малими порами.